# How to Train Your Dragon (livro)
How to Train Your Dragon (Brasil: Como Treinar Seu Dragão / Portugal: Como Treinares o Teu Dragão) é o primeiro livro da série Como Treinar Seu Dragão, escrita e ilustrada pela autora bestseller Cressida Cowell. Foi lançado no Reino Unido em 1 de fevereiro de 2003 pela Editora Hodder Children's Books e no Brasil em 2010 pela Editora Intrínseca. Em Portugal o livro foi lançado a 26 de abril de 2013 pela Bertrand Editora.

## Sinopse
Soluço Spantosicus Strondus III foi um extraordinário herói viking. Chefe guerreiro mestre com espadas e naturalista amador, era conhecido por todo território viquingue como "O Encantador de Dragões", devido ao poder que exercia sobre as terríveis feras. Mas nem sempre foi assim… No primeiro livro da série “Como treinar seu Dragão”, conhecemos a história de Soluço da época em que ele era apenas um garoto normal. Muito normal e com nada de heróico.
Ele precisava desesperadamente capturar e matar um Dragão, e precisava ser o animal mais impressionante de todos, pois ele era o filho do chefe da tribo. Mas tudo que conseguiu foi uma criaturinha pequena, encrenqueira, banguela e nada ameaçadora. Foi então que seu destino de Herói começou a ser traçado.

## Enredo
Dez meninos da Tribo Hooligan pretendem tornar-se membros de pleno direito da tribo, e para isso precisam passar pelo Programa de Iniciação Dragão. Dois meninos, Soluço, filho do chefe Stoico, o Imenso e Perna-de-Peixe, amigo de Soluço que tem estrabismo e alergia a répteis, vão participar do programa. Todos os outros são grandes, fortes e viris como viquingues deveriam ser, mas Soluço e Perna-de-Peixe são magros e pequenos.
Bocão Bonarroto, o soldado encarregado da Iniciação leva os garotos para o Rochedo do Dragão Selvagem, onde eles têm que completar a primeira parte do Programa de Iniciação Dragão: pegar seu próprio dragão. Perna-de-Peixe acorda todos os jovens dragões quando ele tenta obter uma Nadder mortal. Em uma corrida para escapar, Soluço dá a Perna-de-Peixe o dragão que tinha capturado e corre de volta para pegar um dragão diferente. Bocão Bonarroto salva os meninos dos dragões que os atacam, mas repreende-os mais tarde.
Soluço descobre que ele roubou um minúsculo dragão comum ou dragão de jardim, e Melequento, primo de Soluço, nomeia o pequeno dragão de Banguela, como uma piada. Soluço treina Banguela durante muitos meses, pois a última etapa do Programa de Iniciação Dragão é fazer uma exibição na frente da tribo, mostrando que seu dragão o obedece. Durante o Dia de Thor, a tribo vizinha, os Cabeças-Ocas, também trazem seus iniciados para participar do teste. Nenhum dos meninos passam no teste exigido, pois Banguela tirando sarro de Verme de Fogo, o Pesadelo Monstruoso de Melequento, que causa estragos em todo o feriado e leva a todos os dragões a brigarem. Stoico é forçado a banir Soluço e o resto dos meninos.
Durante a noite, uma tempestade despertada por Thor leva dois dragões marinhos gigantes para as praias de Berk. Por ser o único da ilha que sabe falar dragonês, a língua dos dragões, Soluço é escolhido para negociar com o dragão, que devora um dos outros dois dragões. No entanto, o dragão, que se chama a Morte Verde, diz que está ali para matar todos os viquingues. Enquanto os Hooligans e os Cabeças-Ocas adultos discutem sobre o que fazer, Impiedoso, herdeiro dos Cabeças-Ocas, pede a Soluço para pensar em um plano. Soluço finalmente surge com um "plano diabolicamente astuto": irritar os dragões, levá-los uns aos outros, e deixá-los se matar. O plano mata um dos dragões, chamado Morte Púrpura, mas a Morte Verde sobrevive e persegue Soluço, falando que finalmente tinha se lembrado dele, e que ele era sua maldição. Soluço é engolido, mas quando está na garganta do dragão, usa os chifres do seu elmo para tampar seus buracos de fogo. Soluço é retirado de Morte Verde por Banguela, o único dragão que não abandonou seu mestre. Quando tenta soprar fogo, Morte Verde explode por estar com seus buracos de fogo tampados. Devido a esta ação heroica, todos os meninos são autorizados a juntar-se às tribos.
Soluço não sabia ainda, mas ele encontrou a primeira das coisas perdidas do rei ...

## Capítulos
Segue uma lista com o nome dos capítulos do livro em português do Brasil conforme a tradução da Editora Intrínseca.
| #  |  | Brasil                                                                     |
| -- |  | -------------------------------------------------------------------------- |
| 1  |  | Primeiro, capture o seu dragão                                             |
| 2  |  | Dentro da creche de dragões                                                |
| 3  |  | Heróis ou Exilados                                                         |
| 4  |  | Como treinar o seu dragão                                                  |
| 5  |  | Um papo com Velho Enrugado                                                 |
| 6  |  | Enquanto isso, no fundo do oceano                                          |
| 7  |  | Banguela Desperta                                                          |
| 8  |  | Treinando o seu dragão do jeito difícil                                    |
| 9  |  | Medo, vaidade, vingança e piadas imbecis                                   |
| 10 |  | Quinta-Feira, Dia de Thor                                                  |
| 11 |  | Thor está irado                                                            |
| 12 |  | Morte Verde                                                                |
| 13 |  | Quando a gritaria não funciona                                             |
| 14 |  | O plano diabolicamente astuto                                              |
| 15 |  | A Batalha Mortal no Promontório da Morte                                   |
| 16 |  | O plano diabolicamente astuto dá errado                                    |
| 17 |  | Na boca do dragão                                                          |
| 18 |  | A coragem extraordinária de Banguela                                       |
| 19 |  | Soluço, o útil                                                             |
| #  |  | Epílogo do autor Soluço Spantosicus Strondus III, o último Herói Viquingue |